# Boinești, Satu Mare
Boinești  (în maghiară Bujánháza) este un sat în comuna Bixad din județul Satu Mare, Transilvania, România.

## Istoric
Pe raza localității s-au descoperit urmele unei așezări preistorice. Numele satului apare pentru prima dată într-un document din 1490, cu numele Bwyanhaza. Până în 1634 satul Boinești a aparținut moșiei lui Anna Lónyai.
Din 1634 a devenit parte a Cetății Sătmar, iar mai târziu familia Wesselény și Teleki au devenit proprietarii satului.
Potrivit tradiției maghiare, lângă Boinești există un munte numit „Belovar”, pe care stătea castelul regelui Béla al IV-lea. Cu toate acestea, săpăturile efectuate au scos la iveală faptul că castelul lui Béla nu a existat niciodată aici, dar este posibil să fi fost un loc fortificat în timpul invaziei tătarilor. De asemenea, era vizibilă la începutul secolului al XVI-lea o movilă de pământ separată de restul muntelui, unde se puteau găsi săbii, sulițe, vârfuri de săgeți și scuturi din epoca tătară, dovedind faptul că probabil cândva a avut loc o bătălie în zonă.

## Atracții turistice
- Ruinele falansterului familiei Pásztory, sec. XVIII.

## Sursă
- Comitate și orașe din Ungaria: O monografie a Ungariei. O enciclopedie istorică, geografică, artistică, etnografică, militară și naturală, a condițiilor publice culturale și economice ale țărilor Coroanei Ungare. Ed. Samov Borovszky. Budapesta: Societatea Națională de Monografie. 1908